# Barringtonia calyptrocalyx
Barringtonia calyptrocalyx är en tvåhjärtbladig växtart som beskrevs av Karl Moritz Schumann. Barringtonia calyptrocalyx ingår i släktet Barringtonia och familjen Lecythidaceae.

## Underarter
Arten delas in i följande underarter:
- B. c. boridiensis
- B. c. calyptrocalyx
- B. c. mollis